# Dzierzków
Dzierzków est une localité polonaise de la gmina de Dobromierz, située dans le powiat de Świdnica en voïvodie de Basse-Silésie.